# Брюссель — Шельда
Брюссель — Шельда, також Віллебрук (нід. kanaal Brussel-Schelde, також Kanaal van Willebroek, фр. canal  de Bruxelles à l'Escaut, також Canal de Willebroek), до 1997 року — Брюссель — Рюпел) — судноплавний канал у Бельгії, сполучає канал Брюссель — Шарлеруа, розташований у Брюсселі з річкою Шельда, відкриваючи столиці прямий вихід до моря. До відкриття у 1997 році нової лінії каналу, що веде до Шельди, канал впадав у річку Рюпел, притоку нижньої Шельди.
Канал доступний для морських суден.

## Історія
1565 року було споруджено канал Брюссель — Рюпел, що з'єднав Брюссель з річкою Рюпел, а через неї — з річкою Шельдою і Атлантичним океаном. 1832 року канал було з'єднано зі збудованим тоді каналом Брюссель — Шарлеруа. 1922 року канал було реконструйовано. 1997 року була збудована нова лінія каналу — від міста Віллеброк (нід. Willebroek) до річки Шельда.

## Використання
У другій половині XX століття каналом перевозилися головним чином вугілля, руди, продовольство, сільськогосподарську сировину. 1965 року вантажообіг становив 8,8 млн т/км.

## Галерея

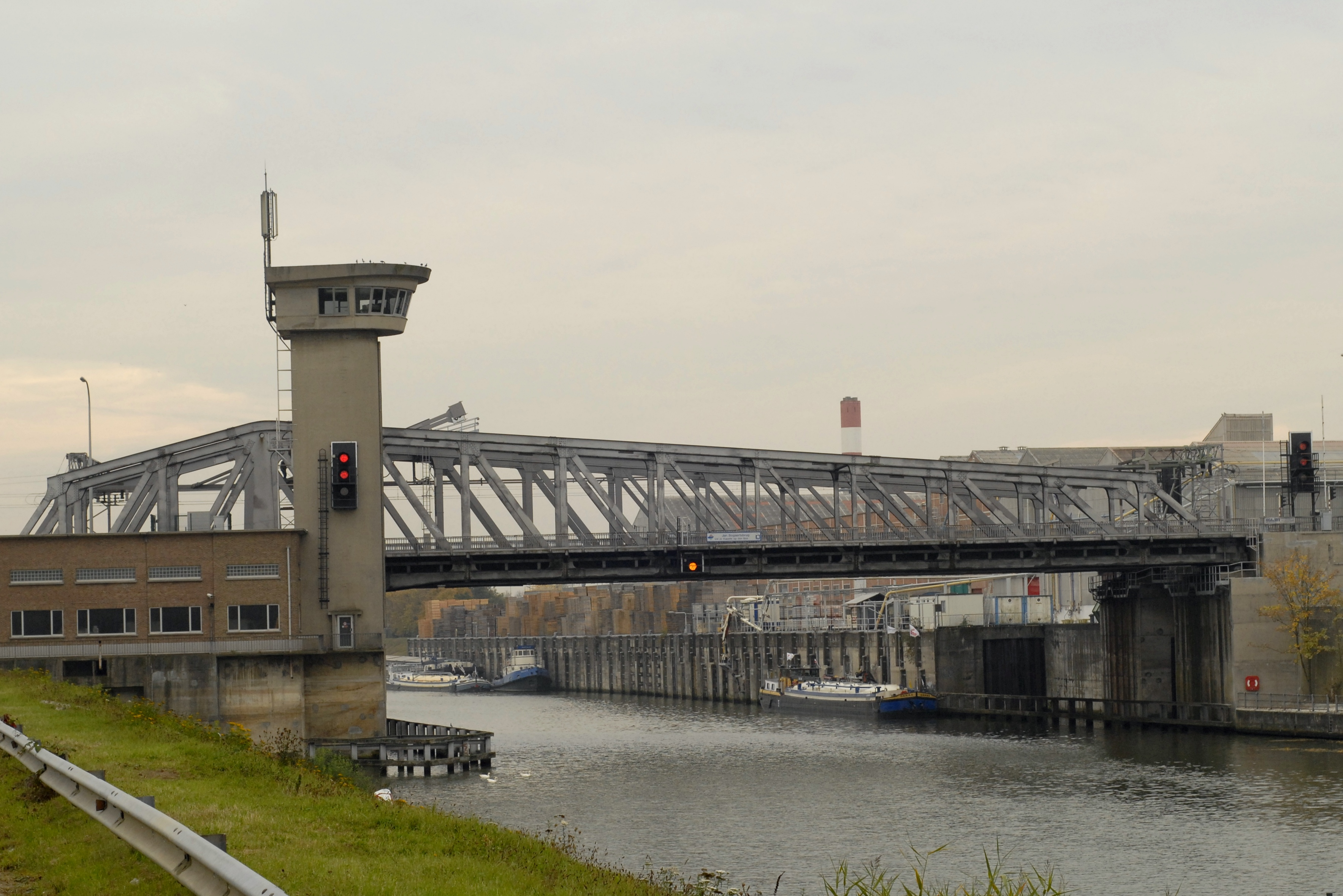
Міст через канал в районі комуни Капелле-оп-ден-Бос.
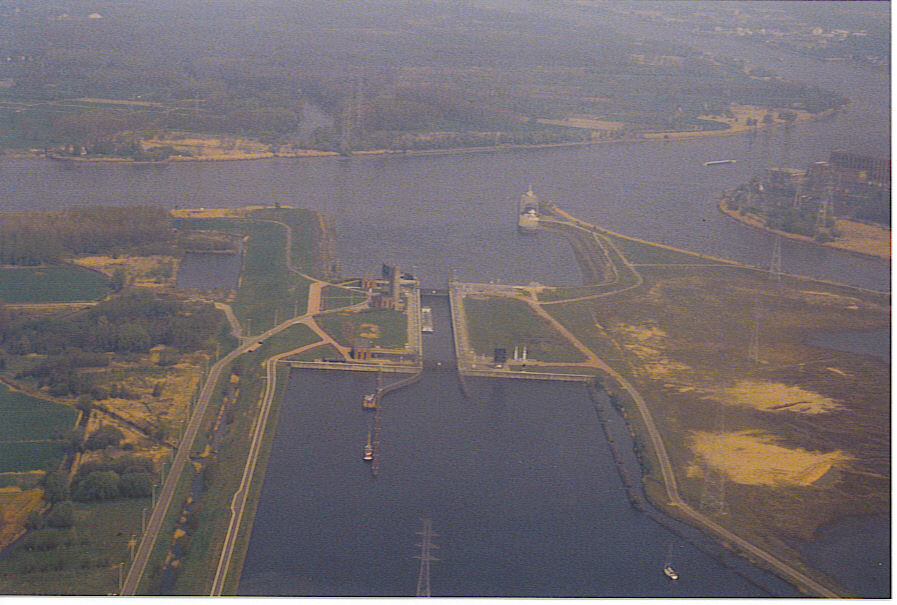
Канал в місці його впадіння у Шельду. Праворуч — гирло річки Рюпел.